# Monticello (Florida)
Monticello ist eine Stadt und zudem der County Seat des Jefferson County im US-Bundesstaat Florida. Das U.S. Census Bureau hat bei der Volkszählung 2020 eine Einwohnerzahl von 2.589 ermittelt. 

## Geographie
Monticello liegt etwa 40 Kilometer östlich von Tallahassee.

## Geschichte
Die Stadt wurde 1827 gegründet. An das Eisenbahnnetz wurde die Stadt 1888 durch die Savannah, Florida & Western Railway mit einer Zweigstrecke von Thomasville in Georgia nach Drifton, etwas südlich von Monticello, angeschlossen. Verlängert wurde die Strecke 1928 durch die Atlantic Coast Line Railroad bis Perry.

## Demographische Daten
Laut der Volkszählung 2010 verteilten sich die damaligen 2506 Einwohner auf 1255 Haushalte. Die Bevölkerungsdichte lag bei 284,8 Einw./km². 43,1 % der Bevölkerung bezeichneten sich als Weiße, 54,2 % als Afroamerikaner und 0,7 % als Asian Americans. 0,8 % gaben die Angehörigkeit zu einer anderen Ethnie und 1,2 % zu mehreren Ethnien an. 2,1 % der Bevölkerung bestand aus Hispanics oder Latinos.
Im Jahr 2010 lebten in 29,6 % aller Haushalte Kinder unter 18 Jahren sowie 31,3 % aller Haushalte Personen mit mindestens 65 Jahren. 63,3 % der Haushalte waren Familienhaushalte (bestehend aus verheirateten Paaren mit oder ohne Nachkommen bzw. einem Elternteil mit Nachkomme). Die durchschnittliche Größe eines Haushalts lag bei 2,35 Personen und die durchschnittliche Familiengröße bei 2,99 Personen.
25,9 % der Bevölkerung waren jünger als 20 Jahre, 22,2 % waren 20 bis 39 Jahre alt, 26,2 % waren 40 bis 59 Jahre alt und 25,9 % waren mindestens 60 Jahre alt. Das mittlere Alter betrug 43 Jahre. 46,1 % der Bevölkerung waren männlich und 53,9 % weiblich.
Das durchschnittliche Jahreseinkommen lag bei 41.862 $, dabei lebten 14,6 % der Bevölkerung unter der Armutsgrenze.
Im Jahr 2000 war englisch die Muttersprache von 99,44 % der Bevölkerung und spanisch sprachen 0,56 %.

## Sehenswürdigkeiten
Folgende Objekte sind im National Register of Historic Places gelistet:
| - Bethel School - Denham-Lacy House - Girardeau House - Jefferson County Jail - Lyndhurst Plantation - Monticello High School | - Monticello Historic District - Palmer House - Palmer-Perkins House - Perkins Opera House - Wirick-Simmons House |

## Verkehr
Monticello wird von den U.S. Highways 19 und 90 (SR 10) durchquert.
Der nächste Flughafen ist der rund 60 Kilometer westlich gelegene Tallahassee International Airport.

## Kriminalität
Die Kriminalitätsrate lag im Jahr 2010 mit 478 Punkten (US-Durchschnitt: 266 Punkte) im hohen Bereich. Es gab drei Raubüberfälle, 34 Körperverletzungen, 44 Einbrüche, sieben Diebstähle und einen Autodiebstahl.